# Silnice II/472
Silnice II/472 je silnice II. třídy, která vede z Karviné ke hraničnímu přechodu Karviná Ráj / Kaczyce Dolne. Je dlouhá 2,7 km. Prochází jedním krajem, jedním okresem a jedinou obcí.

## Historie
Silnice vedla do roku 1997 z Karviné přes Orlovou a Petřvald ve čtyřproudovém uspořádání bez středového dělicího pásu až do Ostravy-Radvanic, kde se napojovala na silnici I/11 (ulici Rudnou). Měla délku 17 km . V roce 1997 došlo k přečíslování a revizi kategorizace silnic, a drtivá část silnice II/472 byla povýšena na silnici první třídy a nově označena jako I/59.

## Vedení silnice

### Moravskoslezský kraj, okres Karviná
- Karviná (křiž. I/67)
- Ráj (křiž. III/4688)